# Прибыль, Тадеуш Владимирович
Тадеуш Владимирович Прибыль — советский хозяйственный и политический деятель.

## Биография
Родился в 1915 году в Киеве. Член КПСС.
В 1935—1937 гг. — красноармеец 36-й запасной стрелковой бригады РККА.
Участник Великой Отечественной войны: командир эскадрона технического обеспечения, офицер разведки 198-го танкового полка 6-й гвардейской кавалерийской дивизии, автомобильный техник управления 3-го гвардейского кавалерийского Гродненского Краснознаменного корпуса.
В 1965—1967 гг. — первый секретарь Никопольского горкома КП Украины.
Делегат XXIII съезда КПСС.
Умер в Никополе после 1998 года.

## Награды
- Орден Отечественной войны I степени (06.04.1985)
- Орден Отечественной войны II степени (06.03.1945)
- Орден Трудового Красного Знамени (22.03.1966)[4].
- Орден Красной Звезды (23.07.1944, 30.06.1945)